# Yahoo!コンテンツストア
Yahoo!コンテンツストア（ヤフーコンテンツストア）は、かつてYahoo! JAPAN（ヤフー株式会社）が運営していた携帯電話向けコンテンツ販売サービスである。

## 概要
2005年10月13日サービス開始。NTTドコモ・au・ボーダフォン（後にソフトバンクモバイル）の3社の携帯電話に対応したサービスとしてスタートした（PHSは対象外）。コンテンツ料金の決済手段にはYahoo!ウォレットが使われた。
当初は番号ポータビリティの導入に伴い携帯キャリア（電気通信事業者）を乗り換えるユーザに対し、キャリアに対し中立な立場でコンテンツを提供できるプラットフォーム作りを狙ってサービスを開始したもので（同社では「コンテンツポータビリティ」と称した）、将来的にはPC向けコンテンツなどの販売も手がける方針を表明していたほか、携帯電話に新規参入する事業者が現れた場合の対応も可能との見方を示していた（なお、その後新規参入したイー・モバイルへの対応は行われなかった）。
2006年に入り、ヤフーの親会社であるソフトバンクがボーダフォンの日本法人を買収しソフトバンクモバイルとして傘下に収めたため、ヤフーも同社に協力する立場となったことから（「Yahoo!ケータイ」サービスを開始）、当初の目的である「『中立的な立場』でのプラットフォームの提供」という題目が崩れ、サービスは迷走を始める。また有料サービスの利用には原則としてクレジットカードの登録が必要になる（口座自動振替での決済も可能だが、口座の確認が取れるまで1週間程度の時間を要したため、使われるケースは少なかった）ことが、消費者に利用をためらわせる要因のひとつとなった。
2008年春ごろには、ヤフーはコンテンツストアへの新規出店者の募集を見合わせるようになり、2009年4月に同サービスの終了を発表。同年6月25日に全サービスを終了した。同サービスの有料コンテンツ利用者は、原則として同日付ですべて解約扱いとなったが、jigブラウザのみは以後もサービス提供を続け課金も継続されている。